# 1000のタンバリン/アウトサイダー
「1000のタンバリン/アウトサイダー」は、ROSSOの1枚目のシングル。2004年11月17日、ユニバーサルミュージック / アイランド・レコードより発売。

## 解説
アルバム「BIRD」以来2年半ぶり、4人編成となった新生ROSSOとして最初のリリース・初のシングル作品。本作は2枚で1つの作品である「ツイン・シングル」という珍しい形態でのリリースとなった。表題曲2曲はミュージック・ビデオが制作されている。
後にこの2枚は単品シングルとしてジャケットも新調され2005年4月27日再発（詳細後述）。アナログ盤も発売され収録曲は再発盤と同じ。
2004年12月10日にミュージックステーションに出演、「アウトサイダー」を生演奏している。

## 収録曲
全作詞：チバユウスケ　作曲・編曲：ROSSO

### Disc 1
1. 1000のタンバリン (5:43)
2. さよならサリー (5:29)
3. クローバー (3:24)

### Disc 2
1. アウトサイダー (5:24)
2. COCO (3:38)
3. サキソフォン・ベイビー (3:35)

## 再発盤

### 1000のタンバリン
1. 1000のタンバリン (5:43)
2. さよならサリー (5:29)
3. クローバー (3:24)
4. 1000のタンバリン (MONDO GROSSO REMIX) (6:48)

### アウトサイダー
1. アウトサイダー (5:24)
2. COCO (3:38)
3. サキソフォン・ベイビー (3:35)
4. アウトサイダー (HIROSHI KAWANABE DUBMOSPHERE REMIX) (8:30)